# Ziemia Wojska Dońskiego
Ziemia Wojska Dońskiego (Kraj Wojska Dońskiego) – jednostka terytorialno-wojskowa Kozaków Dońskich, wchodząca w skład Imperium Rosyjskiego, funkcjonująca w latach 1786–1870.
Została utworzona 22 maja 1786 z Dońskiego Wojska Kozackiego. Jej stolicą był do 1805 Czerkask, a od 1806 nowo założony przez atamana Matwija Płatonowa Nowoczerkask. W 1802 obszar Ziemi Wojska Dońskiego podzielono na 7 okręgów.
21 maja 1870 z Ziemi Wojska Dońskiego utworzono Obwód Wojska Dońskiego.